# Wang Kuicheng
Pour les articles homonymes, voir Wang (patronyme).
Dans ce nom chinois, le nom de famille, Wang, précède le nom personnel.
Wang Kuicheng, né le 22 juillet 2000,, est un coureur cycliste chinois.

## Biographie
Bon sprinteur, Wang Kuicheng remporte une étape du Tour du lac Qinghai en 2022, sous les couleurs de l'équipe Henan Bodywrap. L'année suivante, il se fait de nouveau remarquer sur cette course en terminant cinquième d'une étape. Il finit également quatrième du championnat de Chine sur route.  
Lors de la saison 2024, il participe à ses premières compétitions européennes avec la formation Bodywrap, qui fait le déplacement dans les îles Britanniques. Pour ses débuts sur le continent, il obtient une victoire et diverses places d'honneur dans des épreuves nationales, en Angleterre et en Irlande. Au mois d'octobre, il se classe deuxième de l'étape inaugurale du Tour du lac Taihu, devant plusieurs professionnels européens.

## Palmarès et résultats

### Par année
- 2022
  - 6e étape du Tour du lac Qinghai
- 2023
  - Sanmenxia Along the Yellow River
  - 3e de la Yulin Cycling Race Along The Yanhuang Highway
  - 3e de la China Road Pro Cycling League
- 2024
  - 2e du Tommy Brady Memorial
  - 3e de la PNE Road Race
- 2025
  - 3e du championnat de Chine du critérium

### Classements mondiaux
| Année         | 2022 | 2023 |
| ------------- | ---- | ---- |
| UCI Asia Tour | 233e | 75e  |